# Concerto Lương Sơn Bá-Chúc Anh Đài
Bản concerto viết cho violon Lương Sơn Bá – Chúc Anh Đài (Trung văn: 梁祝小提琴协奏曲; Lương – Chúc tiểu đề cầm hiệp tấu khúc) là một trong số các tác phẩm concerto kinh điển của âm nhạc Trung Quốc viết cho violon.

## Lịch sử
Đây là tác phẩm chuyển thể từ truyền thuyết Lương Sơn Bá – Chúc Anh Đài. Tuy được viết theo phong cách giao hưởng và theo âm hệ phương Tây, tác phẩm này sử dụng vi-ô-lông để thể hiện các kỹ thuật và giai điệu cổ truyền Trung Quốc. Điều này khiến cho tác phẩm trở nên phổ biến hơn so với các tác phẩm âm nhạc cổ điển khác như Concerto Hoàng Hà.
Bản concerto này được hai sinh viên của Học viện Âm nhạc Thượng Hải là Hà Chiêm Hào và Trần Cương soạn vào năm 1958. Bản nhạc chỉ trở nên nổi tiếng kể từ cuối thập niên 1970, khi Trung Quốc nới lỏng dần những trói buộc từ cuộc Đại cách mạng văn hóa vô sản. Sau khi được bỏ kiểm duyệt, tác phẩm trở thành hiện thân của Trung Quốc trong giai đoạn chuyển đổi. Ngày nay tác phẩm trở nên khá phổ biến và được sử dụng trong một số buổi lễ của Thế vận hội 2008. Tác phẩm cũng thường xuyên được sử dụng trong các cuộc thi trượt băng nghệ thuật và biểu diễn tại các thính phòng khắp thế giới.
Bản nhạc này cũng được đưa vào không gian khi Trung Quốc phóng vệ tinh Hằng Nga 1.

## Kết cấu
Concerto này chỉ có một chương duy nhất chia thành nhiều phần, tổng cộng dài 30 phút. Kết cấu như sau:
- Phần thể hiện
  - Trích dẫn và chủ đề
  - Cùng học
  - Đưa tiễn nhau 18 dặm, không nỡ chia tay
- Phần triển khai
  - Kháng hôn
  - Hẹn gặp lại nhau
  - Lương Sơn Bá lâm chung, Chúc Anh Đài khóc trước mộ Sơn Bá, mộ Sơn Bá nứt ra, Chúc Anh Đài nhảy vào mộ
- Phần tái hiện
  - Hóa bướm

## Trình diễn
- Du Lệ Nã, Dàn nhạc giao hưởng thính phòng Anh quốc
- Takako Nishizaki, Dàn nhạc giao hưởng Đài phát thanh Cộng hòa Séc
- Thịnh Trung Quốc, Dàn nhạc trung ương Trung Quốc
- Lữ Tư Thanh, Dàn nhạc giao hưởng Thượng Hải
- Khổng Triều Huy, Dàn nhạc giao hưởng trung ương Trung Quốc